# Abu Dhabi Securities Exchange
Abu Dhabi Securities Exchange (ADX), ehemals Abu Dhabi Securities Market (ADSM), ist eine Wertpapierbörse in Abu Dhabi (Vereinigte Arabische Emirate). Sie wurde am 15. November 2000 vom Emirat Abu Dhabi gegründet, um Aktien von Unternehmen aus den VAE und einigen anderen Ländern zu handeln. Es gibt Handelsstandorte in Abu Dhabi, Al-Ain, Fudschaira, Schardscha und Ra’s al-Chaima. Der Dubai Financial Market (DFM) ist eine andere Börse, an der Aktien anderer öffentlicher VAE-Unternehmen gehandelt werden. Anleger können jedoch auch ADX-Aktien mit einigen der bei DFM ansässigen Broker handeln.
Im ADX sind mehr Unternehmen gelistet als im DFM, aber das Handelsvolumen ist in der Regel viel geringer. In den Jahren 2004 bis 2005 nahmen die Aktienkurse und die Handelsaktivität erheblich zu. Von Ende 2005 bis Mitte 2006 gab es einen deutlichen Rückgang des ADSM-Gesamtindex im ersten Halbjahr 2006 um etwas mehr als 30 %. Im Juli 2018 lag die Marktkapitalisierung aller an der Börse gelisteten Unternehmen bei 132,8 Milliarden US-Dollar und damit über dem des DFM.

## Indizes
Der primäre Index der ADX ist der FTSE ADX General Index.

## Mitgliedschaften
Die Abu Dhabi Securities Exchange ist Mitglied der
- Federation of Euro-Asian Stock Exchanges,
- Der World Federation of Exchanges
- und Arab Federation of Exchanges[3]
- Sustainable Stock Exchanges Initiative